# Ајасма (Кожани)
Ајасма (грч. Αγίασμα) је насељено место у општини Горуша у периферији Западна Македонија, Грчка. Према попису из 2021. године било је 2 становника.
Према бугарском географу и историчару, Василу Канчову, у Ајасми је 1900. године живело 55 Грка хришћана и 55 Грка муслимана (Валахади). Ајасма се налази у области Населица, која је некада била насељена словенским становништвом које је касније хеленизовано. Почетком 20. века муслиманско становништво је напустило село. На попису из 1928. године Ајасма је имала 145 становника. Село се раније звало Латоришта.